# فيليش
ويليش (بالألمانية: Willich) هي بلدة ألمانية تقع في فيرزن في ألمانيا. يقدر عدد سكانها بـ 51,970 نسمة .

## المدن التوأمة
مدن Linselles وZogore Department هي مدن توأمة لـويليش.

## أعلام
- كريستيان فاندر
- يانيس بلاسفيتش